# Stieg Larsson
Stieg Larsson, nome completo Karl Stig-Erland Larsson (Skellefteå, 15 agosto 1954 – Stoccolma, 9 novembre 2004), è stato uno scrittore, giornalista e critico letterario svedese.
Esperto conoscitore di organizzazioni di estrema destra e neonaziste, è stato fondatore della rivista antirazzista Expo, consulente di Scotland Yard e corrispondente dal Regno Unito, consulente del Ministero della Giustizia svedese, inviato per l'OSCE. È morto improvvisamente per un attacco cardiaco nel 2004. Dopo la sua morte sono stati pubblicati i suoi romanzi polizieschi, facenti parte della serie Millennium, di cui ha scritto i primi tre volumi. È stato il secondo autore più venduto nel mondo nel 2008, dietro l'afghano Khaled Hosseini. Al 2021, la sua trilogia Millennium ha venduto 100 milioni di copie in oltre 40 paesi.

## Biografia
Cresciuto dai nonni materni, Larsson inizia a lavorare facendo i mestieri più vari. Nel 1983 diventa grafico presso l'agenzia di stampa svedese Tidningarnas Telegrambyrå. Poco alla volta si orienta verso il giornalismo diventando critico letterario (romanzi polizieschi e fumetti soprattutto). Nel 1995, dopo l'omicidio di cinque ragazzi a Stoccolma per mano di estremisti di destra, lascia Tidningarnas Telegrambyrå per fondare la rivista trimestrale EXPO, con intenti antirazzisti, rivista che sarà schierata in prima linea contro l'ascesa neofascista in Svezia.
La sua battaglia contro il razzismo, il fascismo e l'estremismo di destra lo porta a scrivere nel 1991, insieme con Anna-Lena Lodenius, Extremhögern ("Estremismo di destra"). Dieci anni dopo pubblica (a quattro mani con Mikael Ekman) Sverigedemokraterna: den nationella rörelsen ("Democratici svedesi: il movimento nazionale"). Tiene conferenze in tutto il mondo e collabora con Scotland Yard. In più occasioni riceve minacce di morte.
Politicamente, Stieg Larsson fu un attivista della Kommunistiska Arbetareförbundet (Lega Comunista dei Lavoratori- sezione svedese della Quarta Internazionale), in contrasto con la scarsa democratizzazione dei Paesi del socialismo reale. Grande fan di Pippi Calzelunghe, il personaggio creato nel 1945 da Astrid Lindgren, Larsson è stato anche lettore appassionato e profondo conoscitore di fantascienza.
L'autore è morto il 9 novembre 2004 a Stoccolma a causa di un infarto, nella redazione del suo giornale EXPO, a soli 50 anni; il malore sopravvenne dopo che ebbe salito sette rampe di scale per arrivare al suo ufficio, poiché l'ascensore non funzionava. Un personaggio minore di un suo romanzo, curiosamente, era un giornalista che muore d'infarto sul posto di lavoro. Il testamento del 1977, con cui egli disponeva la sua eredità a favore della sede di Umeå della sezione svedese della IV internazionale, è stato ritenuto non valido, per cui i suoi beni e i proventi della vendita dei libri spettano al fratello e al padre, Joakim ed Erland. Nessun diritto all'eredità, nonostante una causa legale, è stato riconosciuto alla sua compagna di sempre, l'architetto Eva Gabrielsson, con cui aveva vissuto per 32 anni. A lei andarono solo i mobili di casa e gli effetti personali, tra cui una bozza per il quarto romanzo della serie Millennium; i primi tre, già consegnati all'editore e patrimonio degli eredi, andarono in stampa postumi con grande successo.
Sino al 2004, anno della sua morte, Larsson aveva pubblicato solamente saggi sulla democrazia svedese e sui movimenti di estrema destra. Solo poco prima di morire Larsson contattò una delle principali case editrici svedesi, la Norstedts, e consegnò una serie di tre romanzi polizieschi che costituiscono la prima parte della serie Millennium. Larsson aveva pensato a una serie di dieci romanzi e prima di morire aveva già sviluppato il quarto e il quinto volume. In seguito alla sua morte, la trilogia conobbe un enorme successo, dapprima in Svezia quindi in Francia, dove fu pubblicato dalla casa editrice Actes Sud, poi in tutta Europa divenendo il caso letterario dell'anno: finora sono stati venduti 8 milioni di copie; i suoi libri sono stati tradotti in 25 paesi. In Italia i suoi libri sono stati tutti pubblicati dalla casa editrice Marsilio. Durante la sua vita giornalistica si occupò anche dell'omicidio del premier svedese Olof Palme, di cui attribuì la responsabilità all'ambiente neofascista.

## Opere

### Raccolte di articoli
- (con Anna-Lena Lodenius) Extremhögern, Stoccolma, Tidens förlag, 1991.
- Överleva deadline - handbok för hotade journalister, Stoccolma, Svenska journalistförbundet, 2000.
- (con Mikael Ekman) Sverigedemokraterna: den nationella rörelsen, Stoccolma Ordfront, Expos förlag, 2001.
- (con Cecilia Englund) Debatten om hedersmord: feminism eller rasism, Stoccolma, Svartvitts förlag, 2004.
- (con Richard Slätt, Maria Blomquist, David Lagerlöf et al.) Sverigedemokraterna från insidan, 2004.

### Romanzi
La trilogia Millennium è composta da:
- 2005 - Uomini che odiano le donne (Män som hatar kvinnor), Marsilio, 2007. ISBN 88-317-9332-2
- 2006 - La ragazza che giocava con il fuoco (Flickan som lekte med elden), Marsilio, 2008. ISBN 88-317-9498-1
- 2007 - La regina dei castelli di carta (Luftslottet som sprängdes), Marsilio, 2009. ISBN 88-317-9677-1

### Periodici
- Svartvitt med Expo, 1999-2002
- Expo, 2002-2004

### Rapporti di ricerca
- Stieg Larsson, Nanna Holst. National Analytical Study on Racist Violence and Crime.

## Riconoscimenti
Nel 2006 e nel 2008, due romanzi della trilogia Millennium, rispettivamente Uomini che odiano le donne (Millennium 1) e La regina dei castelli di carta (Millennium 3), hanno vinto il Glasnyckeln, un premio per i migliori gialli scandinavi. Sempre nel 2006, il secondo romanzo della trilogia, La ragazza che giocava con il fuoco (Millennium 2), è stato riconosciuto come miglior romanzo poliziesco svedese dell'anno dalla Svenska Deckarakademin.
Nel 2009 vince il Premio Macavity come miglior romanzo d'esordio e il Premio Barry per il miglior romanzo poliziesco britannico con Uomini che odiano le donne.